# Răpire
Răpirea este termenul folosit pentru actele criminale ilegale, în care se subînțelege răpirea unei persoane, a unui grup de persoane, a unui copil cu privare de libertate, ținut ca ostatic în scopul violării, șantajării și obținerii unor avantaje politice, economice sau a unei sume de răscumpărare. In afară de răpirea umană în ultimul timp se practică și răpirea de avioane sau vapoare de către pirați. Acest act criminal făcut cu forța împotriva voinței celor răpiți este pedepsit de lege în cele mai multe țări cu detenție.

## Precizări
In criminalistică se face diferențierea între răpire când locul este necunoscut unde este ascunsă persoana răpită. Actul de luare ca ostatic în cazul unor spargeri de bancă când unii angajați ai băncii sunt luați ca ostatici pentru a evita urmărirea hoților de către poliție.

## Scopul răpirilor
Este șantajarea în scopul obținerii unei sume considerabile de răscumpărare, pentru eliberarea eliberării unor deținuți, sau o combinație dintre cele două enumerate anterior.

## Urmările pentru ostatici
Ostacii sunt expuși pericolului de a fi răniți, maltratați, sau chiar omorâți, privarea de libertate cauzează victimei frecvent traume psihice care pot dura toată viața. In ultimul timp a fost descris Sindromul Stockholm care este un fenomen de apropiere emoțională între ostatic și cel care l-a răpit.
Urmările psihice cele mai grave pentru victimă sunt în cazul copiilor, care sunt răpiți frecvent pentru diferite delicte sexuale, sau sume de răscumpărare. In Germania au devenit cunoscute răpirea Ursulei Herrmann, Ninei von Gallwitz, copiilor Schlecker sau a milionarului Jakob von Metzler. In aceste acte ilegale poate fi implicată și mafia.